# Michel Macedo
Michel, właśc. Michel Macedo Rocha Machado (ur. 15 lutego 1990) – brazylijski piłkarz, który gra na pozycji obrońcy.

## Kariera klubowa
Debiut w drużynie Almeríi zaliczył 16 listopada 2008 roku w meczu z RCD Mallorca.

### Statystyki klubowe
| Sezon   | Klub             | Kraj      | Liga                          | Mecze | Bramki | Puchar Kraju   | Mecze | Bramki |
| ------- | ---------------- | --------- | ----------------------------- | ----- | ------ | -------------- | ----- | ------ |
| 2008/09 | UD Almería       | Hiszpania | Primera División              | 2     | 0      | Puchar Króla   | 2     | 0      |
| 2009/10 | UD Almería       | Hiszpania | Primera División              | 28    | 1      | Puchar Króla   | 1     | 0      |
| 2010/11 | UD Almería       | Hiszpania | Primera División              | 31    | 0      | Puchar Króla   | 6     | 0      |
| 2011/12 | UD Almería       | Hiszpania | Segunda División              | 22    | 0      | Puchar Króla   | 3     | 0      |
| 2013    | Atlético Mineiro | Brazylia  | Campeonato Brasileiro Série A | 14    | 0      | Copa do Brasil | 1     | 0      |
| 2014    | Atlético Mineiro | Brazylia  | Campeonato Brasileiro Série A | 7     | 1      | -              | -     | -      |
| 2014/15 | UD Almería       | Hiszpania | Primera División              | 14    | 2      | Puchar Króla   | 4     | 1      |
| 2015/16 | UD Almería       | Hiszpania | Segunda División              | 28    | 0      | Puchar Króla   | 1     | 0      |
| 2016/17 | UD Las Palmas    | Hiszpania | Primera División              | 25    | 0      | Puchar Króla   | 1     | 0      |
| 2017/18 | UD Las Palmas    | Hiszpania | Primera División              | 29    | 0      | -              | -     | -      |

Stan na: 15 maja 2018 r.